# خط ذوب و خط انجماد

منحنی لیکوئیدوس (خط سبز) و منحنی سالیدوس (خط قرمز) مرز میان فاز جامد و مایع با فاز میانی را تعیین می‌کنند.

در حالی که مواد شیمیایی خالص دارای یک نقطه ذوب واحد هستند، ترکیب‌های شیمیایی اغلب در دمای سالیدوس (TS یا Tsol) تا حدی ذوب می‌شوند و در دمای بالاتر لیکوییدوس (TL یا Tliq) کاملاً ذوب می‌شوند. سالیدوس همیشه کوچکتر یا مساوی با لیکوییدوس است، اما لزومی ندارد که منطبق شوند. اگر شکافی بین خط انجماد (سالیدوس) و خط ذوب (لیکوئیدوس) وجود داشته باشد به آن محدوده انجماد می‌گویند و در درون آن شکاف، ماده متشکل از مخلوطی از فازهای جامد و مایع (مانند دوغاب) است. برای مثال، سیستم الیوین (فورستریت-فایالیت) که در گوشته زمین معمولاً وجود دارد، چنین است.

## تعاریف

نمودار فاز تعادل محلول جامد که از مخلوطی از α و β تشکیل شده‌است. منحنی بالایی خط لیکوئیدوس و منحنی پایینی خط سالیدوس است.

در شیمی، علم مواد و فیزیک، دمای لیکوئیدوس، دمایی را مشخص می‌کند که بالاتر از آن یک ماده کاملاً مایع است، و حداکثر دمایی که در آن بلورها می‌توانند با مذاب در تعادل ترمودینامیکی باشند. منحنی سالیدوس (منحنی پایینی در نمودار فاز) محلی است که در زیر آن یک ماده معین کاملاً جامد (متبلور) است. دمای سالیدوس، دمایی را که در زیر آن یک ماده کاملاً جامد است، مشخص می‌کند، و حداقل دمایی را که در آن مذاب می‌تواند با کریستال‌ها در تعادل ترمودینامیکی وجود داشته باشد.
لیکوئیدوس و سالیدوس بیشتر برای مواد ناخالص (مخلوط) مانند شیشه‌ها، آلیاژهای فلزی، سرامیک‌ها، سنگ‌ها و مواد معدنی استفاده می‌شود. خطوط لیکوئیدوس و سالیدوس در نمودارهای فازی محلول‌های جامد دوتایی و همچنین در سیستم‌های یوتکتیک، دور از نقطه ثابت ظاهر می‌شوند.

### وقتی تمایز بی‌ربط است
برای عناصر یا ترکیبات خالص، به عنوان مثال. مس خالص، آب خالص و غیره، لیکوئیدوس و سالیدوس در یک دما هستند و ممکن است از اصطلاح نقطه ذوب استفاده شود.
همچنین مخلوط‌هایی وجود دارند که در دمای خاصی ذوب می‌شوند که به ذوب متجانس معروف هستند. یک مثال بارز از این موضوع، مخلوط یوتکتیک است. در یک سیستم یوتکتیک، نسبت اختلاط خاصی وجود دارد که در آن دمای سالیدوس و لیکوئیدوس در نقطه‌ای که به عنوان نقطه ثابت شناخته می‌شود منطبق هستند. در نقطه ثابت، مخلوط تحت یک واکنش یوتکتیک قرار می‌گیرد که در آن هر دو جامد در یک دما ذوب می‌شوند.

## مدل‌سازی و اندازه‌گیری
چندین مدل برای پیش‌بینی منحنی‌های لیکوئیدوس و سالیدوس برای سیستم‌های مختلف استفاده می‌شود.
اندازه‌گیری‌های دقیق سالیدوس و لیکوئیدوس را می‌توان با استفاده از تکنیک‌هایی مانند گرماسنجی روبشی تفاضلی و آنالیز حرارتی تفاضلی انجام داد.

## تأثیرات

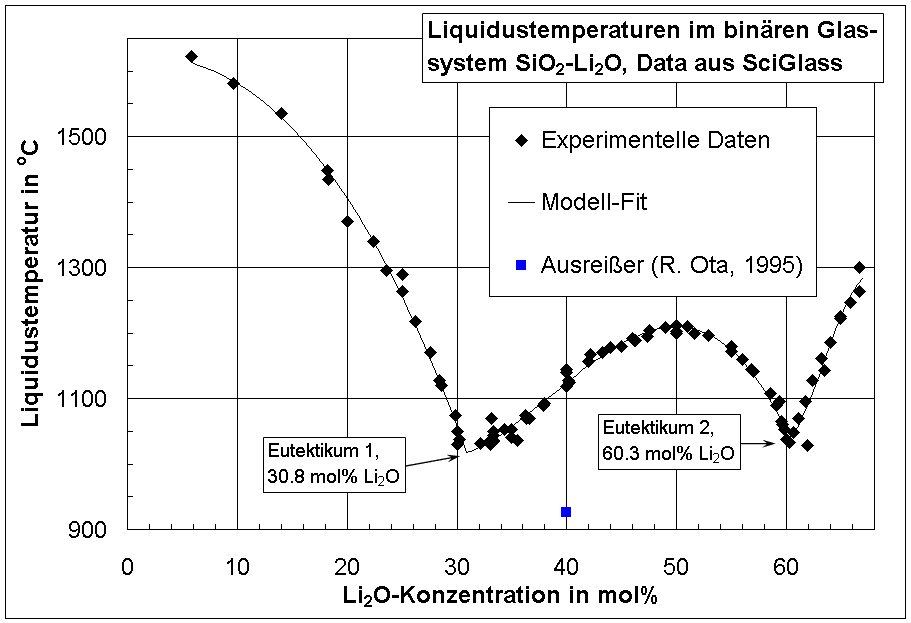
منحنی دمای لیکوئیدوس در سیستم شیشه ای دوتایی SiO2-Li2O

برای مواد ناخالص، به عنوان مثال آلیاژها، عسل، نوشابه، بستنی و غیره، نقطه ذوب به یک بازه ذوب بسط پیدا می‌کند. اگر دما در بازه ذوب باشد، ممکن است «دوغاب» در حالت تعادل مشاهده شود، یعنی دوغاب نه به‌طور کامل جامد می‌شود و نه ذوب می‌شود. به همین دلیل است که برف تازه با خلوص بالا در قله‌های کوه یا ذوب می‌شود یا جامد می‌ماند، در حالی که برف کثیف روی زمین در شهرها در دماهای خاصی لجن‌دار می‌شود. حوضچه‌های مذاب حاوی سطوح بالای گوگرد، شامل ناخالصی‌های ذوب شده فلز پایه یا الکترود جوش، معمولاً بازه‌های ذوب بسیار وسیعی دارند که این منجر به افزایش خطر ترک داغ می‌شود.

### رفتار هنگام خنک کردن
بالاتر از دمای لیکوئیدوس، ماده، همگن و مایع در حالت تعادل است. همان‌طور که سیستم زیر دمای لیکوئیدوس خنک می‌شود، بسته به ماده، اگر به اندازه کافی صبر کنید، کریستال‌های بیشتری در مذاب تشکیل می‌شوند. به‌طور متناوب، شیشه‌های همگن را می‌توان از طریق سردکردن به اندازه کافی سریع، به عنوان مثال، از طریق مهار جنبشی فرایند تبلور به دست آورد.
فاز کریستالی که ابتدا با خنک کردن یک ماده تا دمای لیکوئیدوس آن متبلور می‌شود، فاز کریستالی اولیه یا فاز اولیه نامیده می‌شود. محدوده ترکیبی که در آن فاز اولیه ثابت می‌ماند به عنوان میدان فاز کریستالی اولیه شناخته می‌شود.
دمای لیکوئیدوس در صنعت شیشه مهم است زیرا کریستالیزاسیون می‌تواند مشکلات شدیدی را در طی فرایندهای ذوب و شکل‌گیری شیشه ایجاد کند و همچنین ممکن است منجر به شکست محصول شود.